# Amerigo Tot
Amerigo Tot (Fehérvárcsurgó, 27 settembre 1909 – Roma, 13 dicembre 1984) è stato uno scultore, attore e pittore ungherese.

## Biografia

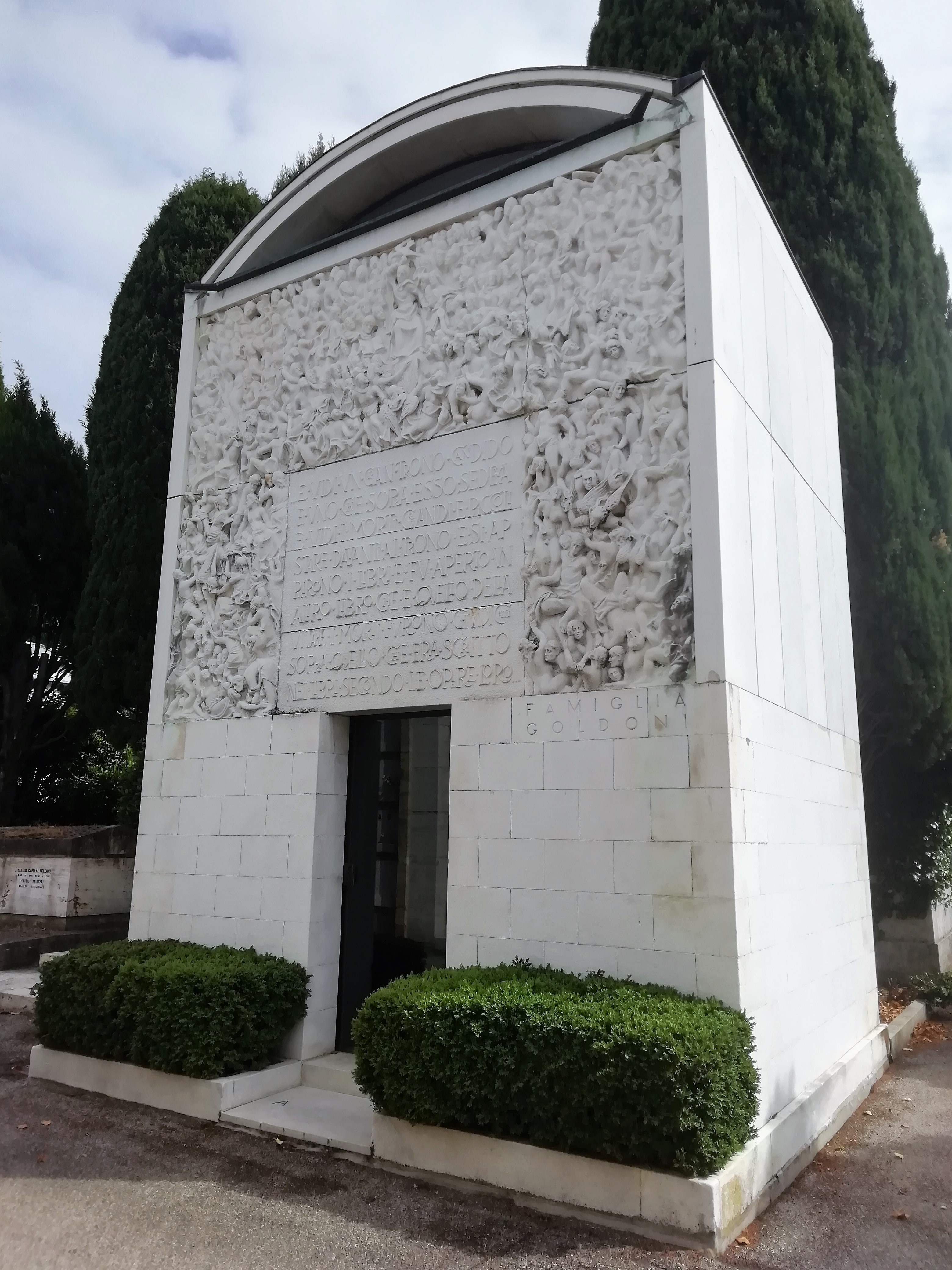
Il Giudizio Universale sulla facciata della Cappella Goldoni, nella Certosa di Bologna.

Nacque a Fehérvárcsurgó, Ungheria e si trasferì a Roma, dove visse per il resto della sua vita. Studiò a Budapest con Ferenc Helbing e György Leszkovszky dal 1926 al 1928 e con László Moholy-Nagy al Bauhaus in Germania fino al 1933. Come i nazisti andarono al potere, si trasferì a Roma e lavorò nella scultura di monumenti alla memoria con uno stipendio della Roman Hungarian Academy, di cui fu anche consigliere. Combatté nella resistenza italiana dal 1943.
Ricevette il primo riconoscimento per il suo lavoro con il fregio della Stazione di Roma Termini. Iniziò a lavorare su opere astratte negli anni cinquanta. Ritornò poi in Ungheria nel 1968 e nel 1969 per eseguire lavori tradizionali, tra cui una scultura della Madonna nella sua città natale. Il Museo Amerigo Tot di Budapest è dedicato a lui.
Negli anni sessanta e settanta fece occasionali comparsate in alcuni film; è conosciuto dal pubblico internazionale soprattutto per il ruolo della guardia del corpo di Michael Corleone ne Il padrino - Parte II. È apparso anche in La moglie più bella (1970) e Colpiscono senza pietà (1972).
Nel 1969, il noto regista magiaro Zoltán Huszárik gli ha dedicato un cortometraggio biografico, intitolato semplicemente Amerigo Tot.

## Filmografia
- Scusi, facciamo l'amore?, regia di Vittorio Caprioli (1968)
- Satyricon, regia di Gian Luigi Polidoro (1969)
- La moglie più bella, regia di Damiano Damiani (1970)
- La Califfa, regia di Alberto Bevilacqua (1970)
- Colpiscono senza pietà (Pulp), regia di Mike Hodges (1972)
- Il padrino - Parte II (The Godfather Part II), regia di Francis Ford Coppola (1974)
- Cuore di cane, regia di Alberto Lattuada (1976)